# 碧江亮毛杜鹃
碧江亮毛杜鹃（学名：Rhododendron microphyton var. trichanthum）为杜鹃花科杜鹃花属下的一个变种。

## 扩展阅读
- 維基物種上的相關：碧江亮毛杜鹃